# Hiroshima (téléfilm, 1995)
Pour les articles homonymes, voir Hiroshima (homonymie).
Pour plus de détails, voir Fiche technique et Distribution.
Hiroshima est un téléfilm canado-japonais réalisé en 1995 par Koreyoshi Kurahara et Roger Spottiswoode. L'histoire suit la décision qui conduisit à lancer une bombe atomique sur Hiroshima et Nagasaki à la fin de la Seconde Guerre mondiale. Le téléfilm de trois heures a été réalisé pour la télévision japonaise et combine témoignages et recréations dramatisées.

## Synopsis
Ceci est une histoire vraie sur Bombardements atomiques d'Hiroshima et de Nagasaki.

## Fiche technique
genre : drame , guerre

## Distribution
- Kenneth Welsh (VQ : Jean Fontaine (acteur)) : Président des États-Unis Harry S. Truman
- J. Winston Carroll : Juge en chef Harlan F. Stone
- Ken Jenkins (VQ : Ronald France) : Secrétaire d'État James F. Byrnes
- Wesley Addy (VQ : Claude Préfontaine) : Secrétaire à la Guerre Henry L. Stimson
- Colin Fox : Secrétaire à la Marine James V. Forrestal
- Leon Pownall (VQ : Raymond Bouchard) : Général de l'Armée George C. Marshall
- Richard Masur (VQ : Hubert Fielden) : Major général Leslie R. Groves
- James Bradford (VQ : Jacques Brouillet) : commandant en chef de la Flotte Ernest King
- Cedric Smith : Général de l'Air Curtis E. LeMay
- Jeffrey DeMunn (VQ : Luis de Cespedes) : Physicien J. Robert Oppenheimer
- Timothy West : Premier ministre britannique Winston Churchill
- Serge Christiaenssens : Chef du gouvernement soviétique Joseph Staline
- Naohiko Umewaka : Empereur du Japon Hirohito
- Mark Camacho : Pilote Charles Sweeney
- Bernard Behrens : Asst.-secrétaire à la Guerre John McCloy
- Domenico Fiore : Chimiste Harold Urey
- Sheena Larkin : Bess Truman
- Leni Parker : Margaret Truman
- Martin Neufeld : Militaire Morris R. Jeppson
- Tim Post : Aviateur Thomas Ferebee
- Charles Edwin Powell : Officier Kermit Beahan
- Philip Pretten : Diplomate Charles E. Bohlen
- Kurt Reis : Général Thomas Handy
- George R. Robertson : Amiral William Leahy
- Saul Rubinek (VQ : Marc Bellier) : Physicien Leó Szilárd
- Frank Schorpion : Frederick Ashworth
- David Siscoe : Militaire Leó Szilárd
- Eleanor Yeoman : Eleanor Roosevelt
- Hisashi Igawa : Ministre des Affaires étrangères Shigenori Tōgō
- Zanichi Inagawa : Ancien premier ministre Hiranuma Kiichirō
- Kazuo Katō : Premier ministre Fumimaro Konoe
- Ken Maeda : Ministre de la Guerre Korechika Anami
- Tatsuo Matsumura : Premier ministre Kantarō Suzuki
- Kei Satō : Conseiller Kōichi Kido
- Hiroshi Shimizu : Lieutenant-colonel Jirō Shiizaki
- Toshi Shioya : Secrétaire privé Hisatsune Sakomizu
- Kōji Takahashi : Korechika Anami

 Source et légende : version québécoise (VQ) sur Doublage.qc.ca